# Eden’s Crush
Eden’s Crush — женская группа из Лос-Анджелеса, появившаяся на американском реалити-шоу Popstars (российский аналог — Стань звездой) в начале 2001 года. Николь Шерзингер была одной из участниц и позднее присоединилась к популярной группе The Pussycat Dolls.
Больше всего известен дебютный сингл группы — «Get Over Yourself (Goodbye)», который возглавил канадский чарт синглов и вошел в Billboard Hot 100. Их сингл «Love This Way» также стал хитом. Альбом Popstars был признан золотым и занял шестую строку Billboard 200.
London-Sire Records, звукозаписывающая компания группы, прекратила своё существование в конце 2001 года. Планировалось заключить соглашение с Atlantic Records, но эта попытка претерпела неудачу, и в конечном итоге участники решили начать сольные карьеры. Запланированная испаноязычная версия дебютного альбома так и не увидела свет.

## Дискография
Popstars (май 2001)
1. What’s Good 4 The Goose
2. Let Me Know
3. Get Over Yourself
4. Anywhere But Here
5. Love This Way
6. No Drama
7. I Wanna Be Free
8. The Glamorous Life
9. 1,000 Words
10. Two Way
11. It Wasn’t Me
12. You Know I Can
13. Promise Me (бонусный трек)

Get Over Yourself — сингл (март 2001)
1. Get Over Yourself
2. Get Over Yourself (инструментальный)
3. Ana Maria’s Message
4. Ivette’s Message
5. Maile’s Message
6. Nicole’s Message
7. Rosanna’s Message
8. Solo Piensas En Ti
9. Eden’s Crush Message (бонусный трек на английском)
10. Eden’s Crush Message (бонусный трек на испанском)

## Продажи
- Неделя 1: 104,000 (104,000)
- Неделя 2: 42,000 (146,000)
- Неделя 3: 31,000 (177,000)

Через три недели альбом покинул Top 50.

## Интересные факты
- Участники Eden’s Crush снялись в эпизоде фильма Сабрина — маленькая ведьма в роли группы Popstars.
- Ферги из группы Black Eyed Peas участвовала в записи What’s Good 4 The Goose.
- Бонусный трек «Promise Me» первоначально был написан Дженнифер Лопес, но она отказалась от песни.

## Участники группы
Участники Eden’s Crush по-прежнему близки к индустрии развлечений, несмотря на их непродолжительный совместный успех.
- Иветт Соса участвует в многочисленных музыкальных клипах и программах MTV в роли подтанцовки. Она вместе с Николь Шерзингер снялась в фильме Chasing Papi.
- Майлэ Мисайон вышла замуж. Недавно она приняла участие в Soul Train Music Award. Сейчас она живет в Нэшвилле, Теннесси, где она выступает как исполнительница в стиле поп и кантри.
- Анна Мария Ломбо работает над испаноязычным альбомом. Она также основала компанию по производству одежды — «The Miracle Pant». Её товары хорошо продавались в таких магазинах, как Wet Seal.
- Николь Шерзингер стала ведущей солисткой группы The Pussycat Dolls, после распада группы в 2009 году занялась сольной карьерой.
- Розанна Таварес работает репортёром на телеканале TV Guide Network.